# Селестен Олівер
Селестен Олівер (фр. Célestin Oliver, 12 липня 1930, Мостаганем — 5 червня 2011, Марсель) — французький футболіст, що грав на позиції нападника, зокрема за клуби «Седан» та «Марсель», а також національну збірну Франції. По завершенні ігрової кар'єри — тренер.

## Клубна кар'єра
У дорослому футболі дебютував 1950 року виступами за команду «Ідеаль» з рідного Мостаганема (на той час Французький Алжир), в якій провів три сезони. 
Своєю грою за цю команду привернув увагу представників тренерського штабу клубу «Седан», до складу якого приєднався 1953 року. Відіграв за команду із Седана наступні п'ять сезонів своєї ігрової кар'єри. Більшість часу, проведеного у складі «Седана», був основним гравцем атакувальної ланки команди. У складі «Седана» був одним з головних бомбардирів команди, маючи середню результативність на рівні 0,51 гола за гру першості. За цей час виборов титули володаря Кубка і Суперкубка Франції.
1958 року уклав контракт з марсельським «Олімпіком», у складі якого провів наступні два роки своєї кар'єри гравця. Граючи у складі «Марселя» також здебільшого виходив на поле в основному складі команди. В новому клубі був серед найкращих голеодорів, відзначаючись забитим голом в середньому майже у кожній другій грі чемпіонату.
Протягом 1960—1962 років захищав кольори клубу «Анже».
Завершив ігрову кар'єру у команді «Тулон», за яку виступав протягом 1962—1964 років.

## Виступи за збірні
У складі олімпійської збірної був учасником футбольного турніру на Олімпійських іграх 1952 року у Гельсінкі,
1953 року дебютував в офіційних матчах у складі національної збірної Франції. Протягом кар'єри у національній команді, яка тривала 6 років, провів у її формі 5 матчів, забивши 3 голи.
Був у заявці збірної на чемпіонат світу 1958 року у Швеції, на якому французи здобули бронзові нагороди, проте сам гравець жодного разу на поле не виходив.

## Кар'єра тренера
Розпочав тренерську кар'єру невдовзі по завершенні кар'єри гравця, 1966 року, очоливши тренерський штаб клубу «Мірама».
Протягом тренерської кар'єри також очолював команди «Кан», «Реймс» і «Булонь».
Останнім місцем тренерської роботи був клуб «Тулон», головним тренером команди якого Селестен Олівер був з 1978 по 1979 рік.
Помер 5 червня 2011 року на 81-му році життя у місті Марсель.

## Титули і досягнення
- Володар Кубка Франції (1):

«Седан»: 1955/56
- Володар Суперкубка Франції (1):

«Седан»: 1956
Збірні
- Бронзовий призер чемпіонату світу: 1958